# 1867
| 1867                                     |
| ---------------------------------------- |
| Dødsfald - Fødsler                       |
| • Begivenheder • Musik • Politik • Sport |

| Gregoriansk kalender | 1867 MDCCCLXVII         |
| Ab urbe condita      | 2620                    |
| Armensk kalender     | 1316 ԹՎ ՌՅԺԶ            |
| Kinesiske kalender   | 4563 – 4564 丙寅 – 丁卯 |
| Etiopisk kalender    | 1859 – 1860             |
| Jødisk kalender      | 5627 – 5628             |
| Hindukalendere       |                         |
| - Vikram Samvat      | 1922 – 1923             |
| - Shaka Samvat       | 1789 – 1790             |
| - Kali Yuga          | 4968 – 4969             |
| Iransk kalender      | 1245 – 1246             |
| Islamisk kalender    | 1284 – 1285             |

Konge i Danmark: Christian 9. 1863-1906
Se også 1867 (tal)

## Begivenheder

### Januar
- 2. januar – Det Kongelige Danske Musikkonservatorium grundlægges

### Februar
- 8. februar - Det såkaldte Ausgleich (kompromis) resulterer i dannelsen af dobbeltmonarkiet Østrig-Ungarn

### Marts
- 1. marts – Nebraska bliver optaget som USA's 37. stat
- 16. marts - Joseph Lister publicerer sin første artikel i The Lancet om antiseptisk kirurgi
- 30. marts – Rusland sælger kolonien Alaska til USA. Overdragelsen medfører et kalenderskifte, så den 6. oktober følges direkte af den 18. oktober.[1]

### April
- 1. april – Preussen truer med krig, hvis Frankrig køber Luxembourg af Nederlandene
- 9. april - Købet af Alaska: Vedtaget med 1 stemmes flertal, ratificerer det amerikanske senat en traktat, med Rusland, for købet af Alaska

### Maj
- 11. maj – Luxembourg anerkendes som selvstændig stat ved traktat i London
- 14. maj - reglen om, at selvmordere ikke har ret til sædvanlig begravelse, ophæves
- 29. maj - Det østrig-ungarske kompromis indgås, hvorved Dobbeltmonarkiet Østrig-Ungarn etableres

### Juni
- 8. juni - efter Det østrig-ungarske kompromis krones det østrigske kejserpar Franz Joseph 1. og Elisabeth til konge og dronning af Ungarn, og fuldbyrder derved dannelsen af dobbeltmonarkiet Østrig-Ungarn
- 25. juni - i Ohio i USA tages det første patent på pigtråd

### Juli
- 1. juli – Det Nordtyske Forbund under Preussens ledelse dannes officielt (ophørt 1871)
- 14. juli - Alfred Nobels opfindelse, dynamit, demonstreres i et stenbrud

### Oktober
- 18. oktober - USA køber Alaska af Rusland for $7.200.000. USA's udenrigsminister William H. Seward kritiseres skarpt for at "spilde penge på en masse is"

### November
- 3. november – Giuseppe Garibaldi besejres ved Mentana af franske og pavelige styrker, da han forsøger at erobre Rom.

### December
- 6. december – Odense hylder sin æresborger H.C. Andersen med et fakkeltog og efterfølgende festmiddag på rådhuset med 240 gæster. Kort forinden er han udnævnt til etatsråd og æresborger i Odense.

## Født
- 16. januar – William Bewer, dansk skuespiller (død 1965).
- 23. januar – Peter Sabroe, dansk politiker mm. (død i Bramminge-ulykken 1913).
- 7. februar – Laura Ingalls Wilder amerikansk forfatter (død 1957).
- 29. april – Knud Andersen, dansk zoolog (død 1918).
- 7. maj – Władysław Reymont, polsk forfatter (død 1925).
- 4. juni – Carl Gustaf Emil Mannerheim, finsk general og præsident (død 1951).
- 29. juli – Berthold Oppenheim, rabbiner af Olomouc, Mähren (død 1942).
- 7. august – Emil Nolde, tysk maler (død 1956).
- 7. november – Marie Curie, polsk/fransk fysiker, kemiker og nobelprismodtager (død 1934).
- 5. december – Józef Piłsudski, polsk general og diktator (død 1935).

## Dødsfald
- 24. juni - Paul Andreas Kaald,  norsk kaperkaptajn (født 1784).
- 19. juli – Maximilian 1. af Mexico, kejser af Mexico (henrettet ved skydning, født 1832).
- 25. august – Michael Faraday, engelsk fysiker og kemiker (født 1791).

## Sport
- Der offentliggøres et nyt sæt regler for afvikling af boksekampe. Reglerne er fastsat af John Graham Chambers, og er anbefalet af den 9. markis af Queensberry. Reglementet navngives Queensberry Reglementet efter markis'en.